# Centre Salif Keita
Jeunesse Sportive Centre Salif Keita w skrócie Centre Salif Keita – malijski klub piłkarski, grający w drugiej, a niegdyś w pierwszej lidze malijskiej, mający siedzibę w mieście Bamako, stolicy kraju.

## Historia
Klub został założony w 24 sierpnia 1993 roku. Został nazwany imieniem Salifa Keity, jednego z czołowych malijskich piłkarzy w historii. W 1998 roku zespół wywalczył wicemistrzostwo Mali.

## Sukcesy
- Malien Première Division[1]:
  - wicemistrzostwo (1): 1998.

- Puchar Mali[2]:
  - finał (1): 2010.

## Występy w afrykańskich pucharach
| Sezon | Rozgrywki           | Runda   | Kraj    | Klub                     | Dom | Wyjazd | Dwumecz |
| ----- | ------------------- | ------- | ------- | ------------------------ | --- | ------ | ------- |
| 1999  | Puchar CAF          | 1       | Tunezja | Étoile Sportive du Sahel | 0–2 | 0–3    | 0–5     |
| 2011  | Puchar Konfederacji | wstępna | Maroko  | Difaâ El Jadida          | 2–2 | 1–1    | 3–3     |

## Stadion
Domowe mecze klub rozgrywa na stadionie o nazwie Stade Centre Salif Keita w Bamako. Stadion może pomieścić 35000 widzów.